# Patrice Lecornu
Patrice Lecornu (Flers, 1958. március 24. – 2023. október 3.) válogatott francia labdarúgó, csatár, edző.

## Pályafutása

### Klubcsapatban
1975–76-ban az ASPTT Caen, 1976 és 1978 között a Red Star, 1978 és 1981 között az Angers, 1981 és 1984 között a Nantes labdarúgója volt. 1984–85-ben a Red Star csapatában fejezte be az aktív játékot.

### A válogatottban
1979 és 1981 között három alkalommal szerepelt a francia válogatottban.

### Edzőként
1989–90-ben a Red Star vezetőedzőjeként dolgozott.

## Statisztika

### Mérkőzései a francia válogatottban
| Franciaország | Franciaország     | Franciaország            | Franciaország | Franciaország | Franciaország    | Franciaország | Franciaország | Franciaország |
| #             | Dátum             | Helyszín                 | Hazai         | Eredmény      | Vendég           | Kiírás        | Gólok         | Esemény       |
| ------------- | ----------------- | ------------------------ | ------------- | ------------- | ---------------- | ------------- | ------------- | ------------- |
| 1.            | 1979. október 10. | Párizs, Parc des Princes | Franciaország | 3 – 0         | Egyesült Államok | barátságos    | -             |               |
| 2.            | 1980. február 27. | Párizs, Parc des Princes | Franciaország | 5 – 1         | Görögország      | barátságos    | -             |               |
| 3.            | 1981. május 15.   | Párizs, Parc des Princes | Franciaország | 1 – 3         | Brazília         | barátságos    | -             |               |
|               | Összesen          |                          |               | 3             | mérkőzés         |               | 0             | gól           |